# Vincenzo Castaldi
Vincenzo Castaldi (Marradi, 15 maggio 1916 – Firenze, 6 gennaio 1970) è stato uno scacchista italiano.

## Carriera scacchistica

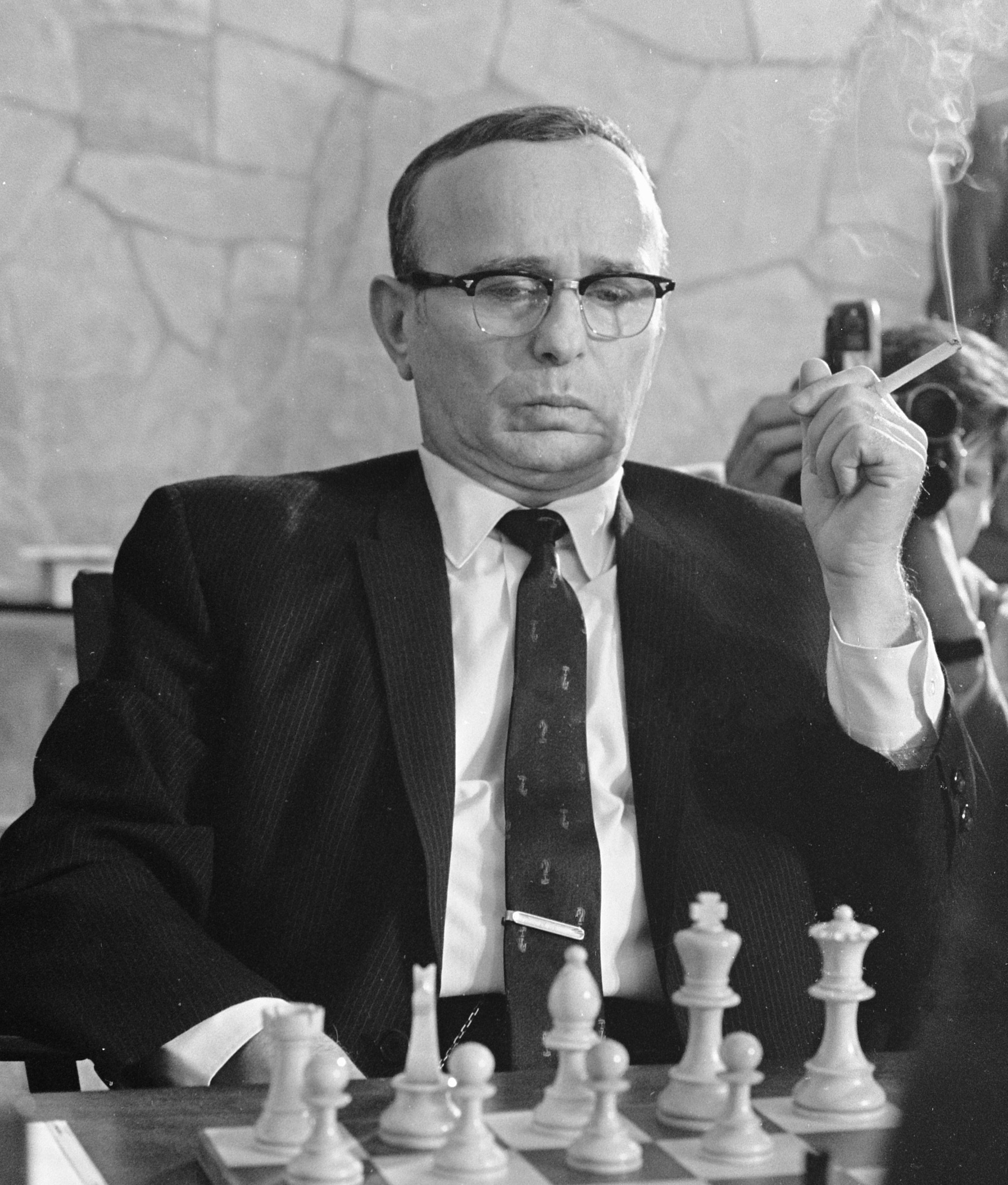
Samuel Reshevsky, sconfitto da Castaldi nel 1937

Nato nel 1916 a Marradi, comune dell'attuale città metropolitana di Firenze, conseguì il titolo di Maestro della FSI nel 1936 e di Maestro Internazionale della FIDE nel 1950.
Vinse sette campionati italiani negli anni 1936, 1937, 1947 (ex aequo con Cherubino Staldi), 1948, 1952 (ex aequo con Alberto Giustolisi e Federico Norcia), 1953 e 1959. Fu campione italiano per corrispondenza ASIGC nel 1956.
Vinse il torneo di Savona del 1938 e numerosi tornei a Firenze (1939, 1941, 1945, 1951, 1953, 1955, 1957); fu secondo dietro Esteban Canal nel Torneo Internazionale di Venezia del 1953. Da ricordare anche una vittoria nel 1948 a Venezia, giocando con il Nero, contro l'ex campione del mondo Max Euwe.
Rappresentò l'Italia ai tornei zonali di Hilversum 1947 e Monaco 1954.
Partecipò con la squadra italiana a due Olimpiadi scacchistiche:
- a Stoccolma nel 1937, nella quale ottenne una brillante vittoria in sole 17 mosse contro il giocatore polacco, in seguito naturalizzato francese, Tartakover e sconfisse il forte americano Samuel Reshevsky (vedi la partita online);

- a Dubrovnik nel 1950, nella quale vinse contro il peruviano Esteban Canal (vedi la partita online).

Giocò nei match contro la Jugoslavia nel 1951 a Venezia e nel 1954 a Sirmione; contro la Svizzera nel 1951 a Venezia e nel 1958 a Baveno; contro la Cecoslovacchia nel 1957 a Praga; fu membro della squadra italiana anche nelle Clare Benedict Cup del 1955 a Mont Pèlerin, del 1956 a Lenzerheide, del 1957 a Berna e del 1959 a Lugano.
Giocatore ancora valido, interruppe bruscamente l'attività agonistica. Morì a Firenze, a cinquantatré anni, nel 1970.

## Partite

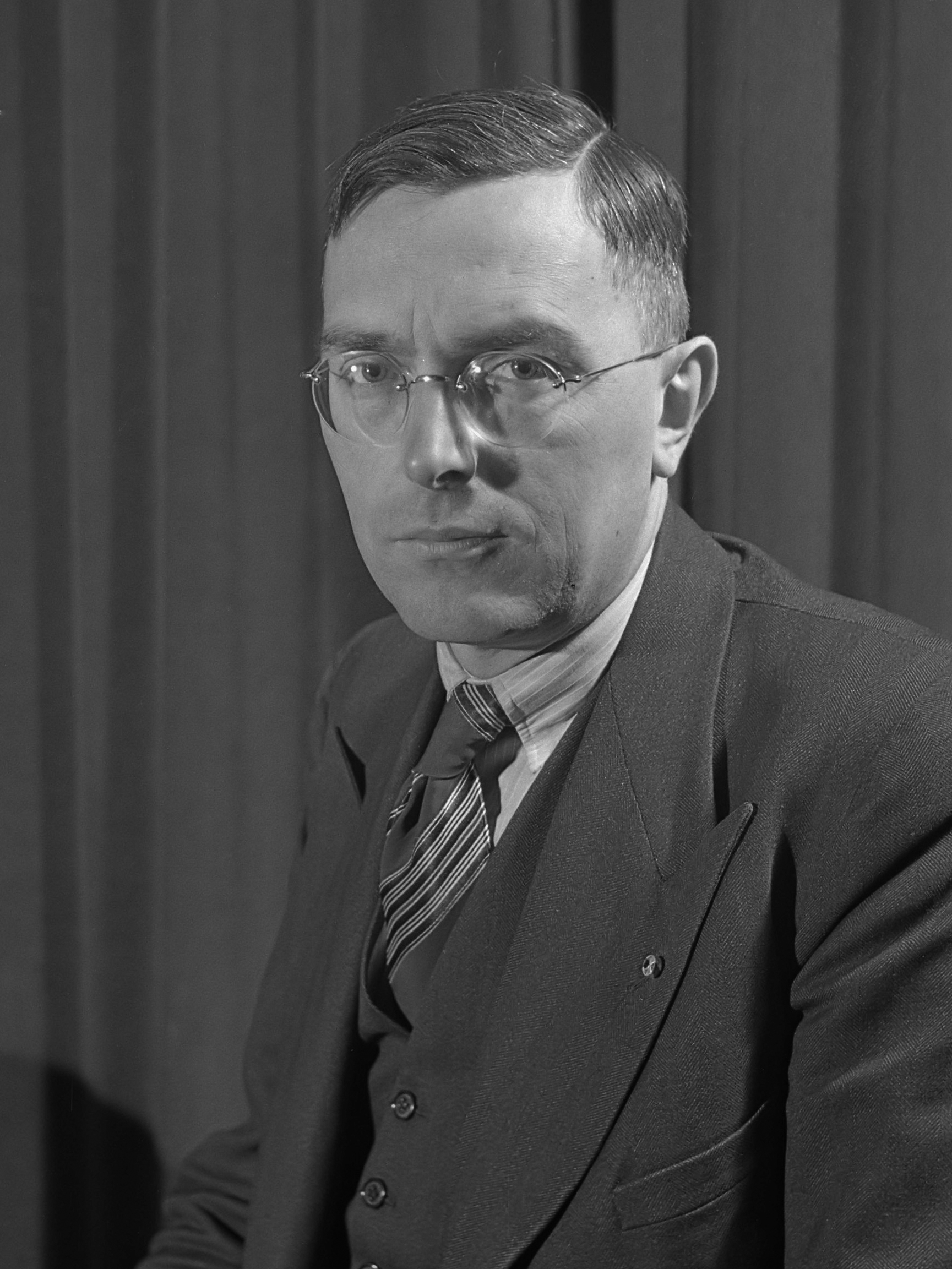
Max Euwe (1945): fu sconfitto da Castaldi nel 1948

Due prestigiose vittorie di Castaldi trascritte in notazione algebrica italiana
Vincenzo Castaldi - Savielly Tartakower (Olimpiadi di Stoccolma 1937) – vedi la partita online

1.e4 e5 2.Cf3 d6 3.d4 Cf6 4.Cc3 Cbd7 5.Ae2 Ae7 6.0-0 h6 7.b3 c6 8.Ab2 Dc7
9.Dd2 g5 10.Tfd1 Cf8 11.dxe5 dxe5 12.Cxe5 Ae6 13.Cb5 Db8 14.Da5 Ad8?
15.Txd8+ Qxd8 16.Cc7+ Re7 17.Aa3+ 1-0
Max Euwe - Vincenzo Castaldi (Venezia, 1948) – vedi la partita online

1.e4 e6 2.d4 d5 3.Cc3 Cf6 4.Ag5 Ab4 5.e5 h6 6.Ad2 Axc3 7.bxc3
Ce4 8.Dg4 g6 9.h4 c5 10.Ad3 Cxd2 11.Rxd2 Cc6 12.Th3 cxd4 13.cxd4
Db6 14.Cf3 Ad7 15.Thh1 O-O-O 16.Thb1 Da5+ 17.Re2 f5 18.Df4 Dc3
19.Th1 g5 20.hxg5 hxg5 21.Dxg5 Thg8 22.De3 f4 23.Dd2 Cxd4+ 24.
Cxd4 Dxd4 25.Tab1 Txg2 26.Rf3 Tdg8 27.Tb4 Txf2+ 28.Dxf2 Dxb4 29.
Dxa7 Tg3+ 30.Re2 Te3+ 31.Rd1 Rc7 32.Ae2 Db1+ 33.Rd2 Txe2+ 34.Rxe2
Dxh1 35.Da5+ b6 36.Da7+ Rd8 37.Dxb6+ Re8 38.Db8+ Rf7 39.Dc7 De4+
40.Rd1 Da4 41.Dd8 Rg6 42.Df6+ Rh5 43.Df7+ Rg4 44.Dg6+ Rh4 45.Dh6+
Rg3 46.Dg5+ Rf2 47.Dh4+ Re3 48.De1+ Rd4 0-1